# Зигмунт Курчинський
Зигмунт Курчинський (пол. Zygmunt Kurczyński; 2 квітня 1886, Львів — 11 березня 1954, Вроцлав) — польський скульптор, графік; віце-голова Спілки художників Східної Малопольщі з 1924 року, член Спілки радянських художників України у 1944–1946 роках.

## Біографія
Народився 2 квітня 1886 року у місті Львові (тепер Україна) в родині бідного кравця Станіслава Курчинського. У 1901—1905 роках навчався у Львівській художньо-промисловій школі, де його вчителями були Юліуш Белтовський, Тадеуш Вишньовецький; у 1905—1908 роках — у Краківській академії мистецтв (майстерня Константи Лящки); у 1908 році — у Парижі, в майстернях Павла Трубецького, Огюста Родена.
По закінченню навчання працював у Львові, де отримав майстерню у Палаці мистецтв. У 1919—1939 роках викладав рисунок і скульптуру в художньо-промисловій школі і гімназії імені королеви Ядвіґи, обирався депутатом міськради. Приятелював із членами літературно-мистецького об'єднання «Молода муза». 1933 року перед львівською аудиторією зробив доповідь про творчість Мікеланджело Буонарроті. У 1936—1944 роках мешкав поблизу Львова у селі Зимна Вода. 1946 року виїхав до Вроцлава, де у 1947—1948 роках викладав у Вроцлавській політехніці. Помер 11 березня 1954 року та похований на цвинтарі Святої Родини у Вроцлаві.

## Творчість
Створював статуї, рельєфи для будинків, проєкти пам'ятників і надгробків, побутуві, релігійні, алегоричні композиції, погруддя, плакетки, медальйони. Працював з тонованим гіпсом, мармуром, бронзою, оловом.
У 1908—1914 роках оздобив значну кількість нових львівських будинків. Із Альфредом Захаревичем створив:
- статуї та маскарони на будинку страхового товариства на вулиці Миколи Коперника, 3 (1908—1909);
- символічні групи у залі засідань Торгово-промислової палати (1909);
- цикл з 18-ти панно «Історія хліба» і групу «Мир» (із портретами діячів Львова) в інтер'єрі пекарні «Меркурій» (1909, не збережено);
- 8 алегоричних горельєфів на будинку Теодора Балабана на вулиці Галицькій, 21 (1909—1910) та рельєфи на сусідньому будинку «Львівського банку» (1910);
- гротескні маскарони у вестибюлі та залі театру на вулиці Оссолінських (нині Василя Стефаника, 10; 1911);
- композиції «Мистецтво» та «Життя» на фасаді будівлі науково-виховного закладу для дівчат Софії Стшалковської (нині ліцей № 6 Львівської міської ради; вулиця Зелена, 22; 1912);
- рельєфи на фасадах житлових будинків на вулицях Тадеуша Костюшка, 6 (1910), Мурарській (нині Сергія Єфремова, 6/8), Окульського (нині Михайла Старицького), 2, 4; Тадеуша Романовича (нині Панаса Саксаганського, 9; обидва — 1911).

У 1908–1913 роках також співпрацював з:
- Іваном Левинським (будинки на вулицях Казимира Пуласького, нині Паркова, 14; святого Миколая, нині Михайла Грушевського, 10);
- Романом Фелінським (статуї єгиптянок і алегоричні рельєфи прибуткового будинку родини Ґрюнерів на вулиці Яґеллонській, нині Володимира Гнатюка, 20–22);
- Фердинандом Касслером (житлові будинки на вулицях А. Ґловінського, нині Чернігівська, 2/4; Марії Конопницької, 1; Леона Сапєги, нині Степана Бандери, 24);
- Юзефом Авіном (прибуткові будинки на вулиці Сикстуській, нині Петра Дорошенка, 14; Юліуша Словацького, 2–4; Марії Конопницької, 2–6; готель (нині банк) на вулиці Різницькій, нині Северина Наливайка, 6);
- Юзефом Пйонтковським — типове скульптурне оздоблення (кораблі) прибуткового будинку А. Кампеля на розі вулиць Гоголя, 14 та Городоцької, 67, кам'яниці Бромільських на вул. Чупринки, 49 (сьогодні факультет журналістики ЛНУ) та спарених будинків братів Шварцвальд на вул. Клепарівській 7 і 7а.[2].

Виконав 12 рельєфів у залі Палацу спорту на вулиці Зеленій, 59 (1909–1910, архітектор Генрик Заремба, не збережено). Нереалізовані моделі пам'ятників Франца-Йосифа І на коні (1915) та польських легіонерів (1915–1916) у Львові. 
Із архітектором Броніславом Віктором у 1920—1923 роках доповнив фасади двох будинків на площі Ринок, 24 (композиція «Меркурій» на фронтоні, рельєфи у вестибюлі) та площі Ринок, 31 (ліпнина та фігури). У подібному стилі у 1924 році оздобив тильний фасад палацу римо-католицьких архієпископів в селі Оброшиному (нині Львівський район Львівської області; архітектор Броніслав Віктор); на фасаді його будинку на вулиці 22 Січня (нині Івана Севери), у 1930 році помістив алегоричну жіночу постать «Промисловість». Із архітектором Тадеушем Врубелем у 1929 році прикрасив фасад житлового будинку на вулиці Копцовій (нині Княжа, 16) рельєфом у стилі ар-деко «Церера з єдинорогом». 

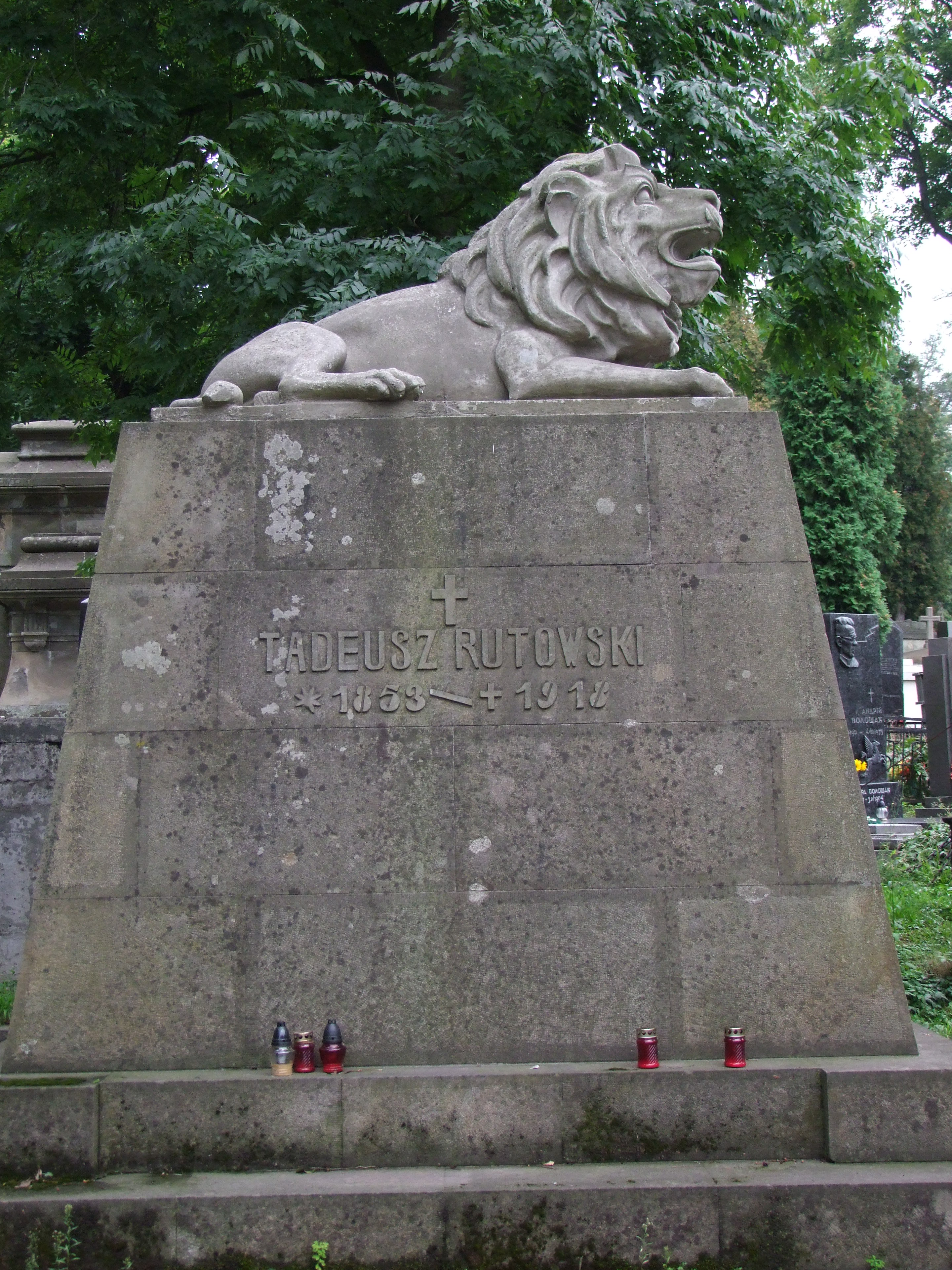
Надгробок Тадеуша Рутовського

На Личаківському цвинтарі виконав 5 пам'ятників, зокрема на могилі Тадеуша Рутовського (з фігурою лева; 1922) і дипломата К. -В. Станека (з фігурою розіп'ятого Христа; 1922). Серед інших творів:
скульптури
- «Профіль» (1909);
- «Музикант» (1910);
- «Мадонна з квітами» (1910);
- «Дружина» (1910);
- «Архітектор Г. Заремба» (1910);
- «Голова старого єврея» (1912);
- «У віддаленні» (1913);
- «Філософ» (1913);
- «Ветеран повстання 1863 року» (1913);
- «Жіночий портрет» (1915);
- «Пані Еля» (1916);
- «Танцюристка» (1916);

погруддя
- поета Юзефа Єдліча (1914);
- соціолога Людвига Кульчицького (1914);
- Тадеуша Рутовського (1915);

плакетки
- «Ф. Шопен» (1912);
- з портретом О. Фоґеля (1916).

У 1920-х роках малював олівцем та вугіллям, виконував офорти, автолітографії. Його рисунки репродукували у сатиричному часописі «Szczutek» (1919–1922). Як художній критик співпрацював із львівськими газетами «Новий Вік» (пол. «Wiek nowy»), «Kurjer Lwowski», «Gazeta Poranna i Wieczorna» (1912–1933). 
У 1931—1934 роках на львівських виставках експонував композиції та портретні погруддя:  «Усмішка» (1930), «Голова дівчини» (1931), «Хвиля» (1933).